# Barnen på Luna
Barnen på Luna är en svensk TV-serie med 8 avsnitt som ursprungligen sändes i SVT 1 under perioden 28 oktober-16 december 2000. 

## Handling
Serien handlar om de fyra barnen Glenn, Torsten och systrarna Mercedes och Pärlan som förlorar sina föräldrar i en flygolycka, och eftersom de fyra barnen inte vill hamna i fosterhem så tar de Glenns föräldrars motorbåt Luna och rymmer tillsammans ut i Stockholms skärgård. De fyra barnen lovar varandra att lita på och aldrig svika varandra; detta sätts på prövning då det konstant kommer upp saker som svek och brist på tillit. Barnen blir efter kort efterlysta och jagade av polisen och försöker fly för att slippa återvända. Efter en tid på flykten bestämmer sig barnen för att leta efter Torstens mormors sommarhus, Solbacken, där de kan stanna utan att bli funna.

## Produktion
Inför inspelningen sökte 5 000 personer någon av de fyra huvudrollerna. Inspelningen ägde rum sommaren 1999.

## Prisbelönad
Redan innan serien hade premiär fick den i oktober år 2000 pris för bästa TV-produktion vid Chicagos internationella barnfilmsfestival. Vid en festival för television för barn och ungdomar i Bratislava i oktober 2001 vann serien CIFEJ-priset.

## Rollista
- Totte Steneby - Glenn
- Tove Edfeldt - Mercedes
- Anders Österholm - Torsten
- Kim Jansson - Pärlan
- Niklas Falk - Glenns pappa
- Göran Ragnerstam - Glenns farbror
- Cecilia Nilsson - Mercedes' och Pärlans mamma
- Magnus Roosmann - Mercedes' och Pärlans pappa
- Evabritt Strandberg - Torstens mormor
- Charlotta Larsson - Torstens mamma
- Anders Byström - Polispappan
- Tobias Hjelm - Andra polisen
- Gunilla Larsson - Glenns mamma
- Gunilla Abrahamsson - Kvinnan på Tjockö
- Magnus Eriksson - Mannen på Tjockö
- Hanna Ahlström - Rebecka

### Fotnoter
1. ↑  ”Barnen på Luna”. Svensk mediedatabas. 24 maj 2000. http://smdb.kb.se/catalog/search?q=%22Barnen+p%C3%A5+Luna%22+typ%3Atv&sort=OLDEST. Läst 1 april 2011.
2. 1 2  Pelle Jacobsson. "Föräldralösa på rymmarstråt", Aftonbladet 31 oktober 2000, s. 6
3. ↑  Filip Hammar. "De kastar loss - mot äventyren", Aftonbladet 13 maj 1999, s. 38
4. ↑  Borås Tidning, 24 oktober 2000, s. 15
5. ↑  Sydsvenskan 5 oktober 2001, s. B04. CIFEJ är en förkortning för "Centre international du film pour l'enfance et la jeuness".

### Webbkällor
- Barnen på Luna på Svensk Filmdatabas